# Johann Jakob Nater der Jüngere
Johann Jakob Nater (* 10. September 1878 in Wädenswil; † 18. Juni 1972 in Tesserete) war ein Schweizer Organist und Hochschullehrer.

## Leben
Nater wuchs als Sohn des gleichnamigen Organisten und Komponisten Johann Jakob Nater (1826–1906) in Wädenswil auf und wurde zunächst von seinem Vater an der Orgel unterrichtet. Nach dem Studium an der Berliner Hochschule für Musik war er ein Jahr lang Privatschüler von Alexandre Guilmant in Paris.
1900 wurde er zum ersten Titularorganisten der vor der Vollendung stehenden Pauluskirche in Basel gewählt; dieses Amt behielt er bis 1905. Auf Berufung seines Walliser Kollegen Ernst von Werra wurde Nater 1907 Dozent für gregorianischen Gesang und Liturgie an der neugegründeten Kirchenmusikschule im Gregoriushaus der Erzabtei Beuron, was er bis zu von Werras Tod 1913 blieb. Es folgten ausgedehnte Aufenthalte in Paris, Nizza und Mailand sowie zahlreiche Gastspiele in Deutschland und England.
1918 wurde Nater als Organist an die St.-Jakobs-Kirche in Zürich berufen, wo er bis 1948 im Amt blieb. Daneben unterrichtete er an der Musikakademie Zürich und spielte am Zürcher Kino Forum im Stadtkreis Aussersihl.
Nater spielte insgesamt 100 Welte-Mignon-Rollen für M. Welte & Söhne ein, was nach Harry Goss-Custard mit 134 Rollen die zweitgrösste Welte-Mignon-Rollensammlung eines Organisten darstellt.
| Personendaten    | Personendaten                                                 |
| ---------------- | ------------------------------------------------------------- |
| NAME             | Nater, Johann Jakob der Jüngere                               |
| ALTERNATIVNAMEN  | Nater, Johann Jakob junior; Nater, Johann Jakob; Nater, J. J. |
| KURZBESCHREIBUNG | Schweizer Organist und Hochschullehrer                        |
| GEBURTSDATUM     | 10. September 1878                                            |
| GEBURTSORT       | Wädenswil                                                     |
| STERBEDATUM      | 18. Juni 1972                                                 |
| STERBEORT        | Tesserete                                                     |